# Lindsaea elongata
Lindsaea elongata là một loài dương xỉ trong họ Lindsaeaceae. Loài này được Cav. mô tả khoa học đầu tiên năm 1802.
Danh pháp khoa học của loài này chưa được làm sáng tỏ. 